# Trpimir II
Trpimir II, mort en 935, est un prince de la dynastie Trpimirović, probablement le fils du duc Muncimir et le frère cadet du roi Tomislav Ier de Croatie. Il aurait été  roi de Croatie régnant de 928 jusqu'à sa mort.

## Biographie
La seule source historique mentionnant Trpimir II remonte à l'empereur byzantin Constantin VII Porphyrogénète (905-959) : le De administrando Imperio indique qu'en son temps, la Croatie avait une flotte marchande importante qui faisait du commerce à travers l'ensemble de la mer Adriatique. 
Après la mort du tsar Siméon Ier de Bulgarie en 927, l'Empire byzantin n'a plus besoin du soutien militaire de la Croatie et abroge son alliance. Auparavant, Byzance se reposait largement sur les Croates pour menacer Siméon à l'ouest. Malgré la réussite du roi Tomislav Ier à stopper l'expansion de la Bulgarie, Byzance renverse la suprématie de la Croatie sur le thème de Dalmatie, qui tombe une fois de plus sous son administration. Cependant, l'administration byzantine reste nominale.
Les déconvenues de Trpimir II ne s'arrêtent pas là : le pape Léon VI abolit le diocèse de Nin en 928 et transfère l'évêque Grégoire, chancelier de la Croatie, à Skradin, dans ce qui est considéré comme une défaite humiliante pour des partisans du slavon liturgique dans le différend qui dure depuis longtemps entre les archevêques de Split et les évêques de Nin réclamant la primatie de Dalmatie.